# Фицджеральд, Эдвард (поэт)
Эдвард Фицджеральд (англ. Edward FitzGerald; 31 марта 1809 — 14 июня 1883) — английский поэт, который известен прежде всего своими переводами четверостиший (рубаи) Омара Хайяма (англ. The Rubaiyat of Omar Khayyam).

## Биография
Эдвард Фицджеральд, урожденный Эдвард Пэрселл, родился в 1809 году в Бредфилд Хаузе в Вудбридже, Саффолк. В 1818 году его отец, Джон Пэрселл, взял имя и герб семьи своей жены, Фицджеральдов. Смена имени состоялась вскоре после того, как мать Фицджеральда унаследовала своё второе состояние. Ранее она получила более полумиллиона фунтов от тети, а в 1818 году скончался её отец, который оставил ей гораздо больше предыдущей суммы. Фицджеральды были одной из богатейших семей Англии. Позднее Эдвард Фицджеральд говорил, что все его родственники были сумасшедшими; более того, он сам был сумасшедшим, но, по крайней мере, он знал об этом.
В 1816 году семья переехала во Францию и жила как в Сен-Жермене, так и в Париже, но в 1818 году, после смерти упомянутого деда с материнской стороны, семья вынуждена была вернуться в Англию. В 1821 году Эдварда послали в школу Бери-Сент-Эдмундс. В 1826 году он поступил в колледж Св. Троицы в Кембридже, где познакомился с Теккереем и Уильямом Хепвортом Томпсоном. Хотя среди его знакомых было много членов «кембриджских апостолов», среди которых сам Теннисон, сам Фицджеральд не получил приглашения вступить в эту престижную группу.
В 1830 году Фицджеральд уехал в Париж, но в 1831 году жил на ферме, расположенной на месте сражения при Нейзби. Семейное благосостояние позволяло ему вести жизнь учёного сибарита. Он никогда нигде не работал. После переезда в родной Саффолк вёл себя малозаметно, не покидая пределов графства более чем на неделю или две на время проживания в графстве. До 1835 года Фицджеральд живёт в Уэрстеде; в том же году поэт обосновался в Булдже, неподалёку от Вудбриджа, где прожил до 1853 года.
В 1860 году он вместе с семьей переселяется в Фарлингей Холл, где они остаются до переезда в город Вудбридж в 1873 году; после этого и вплоть до своей смерти Фицджеральд жил неподалёку от собственного дома, называемого Литл Грандж. Большую часть этого времени Фицджеральд посвящал цветам, музыке и литературе. Друзья, Теннисон и Теккерей, превзошли его на литературном поприще, и в течение длительного времени Фицджеральд не проявлял желания конкурировать с их литературным успехом.
В 1851 году он опубликовал свою первую книгу, «Эвфранор», платонический диалог, рожденный воспоминаниями о счастливых днях в Кембридже. За ним последовала публикация «Полониуса» в 1852 году; книга представляла собой собрание «афоризмов и современных историй», часть которых принадлежала ему, а остальные были заимствованы у менее известных английских классиков.
В 1850 году, в Элмсете, Фицджеральд начал изучать испанскую поэзию, а затем, в 1853 году, персидскую литературу в Оксфордском университете с профессором Эдуардом Байлсом Кауэллом.
4 ноября 1856 года он женился на Люси, дочери квакерского поэта Бернарда Бартона; в 1849 году он обещал Бернарду, лежащему на смертном одре, что присмотрит за ней, и брак был следствием этого обещания. По-видимому, брак был сущей катастрофой, возможно, из-за гомосексуальных наклонностей Эдварда, потому что они расстались уже через несколько месяцев, несмотря на то, что знали друг друга в течение многих лет, включая совместную работу над книгой о деятельности её отца в 1849 году.

### Причуды и личная жизнь
О Фицджеральде, как о человеке, практически ничего не было известно до 1889 года, когда У. Алдис Райт, его близкий друг и душеприказчик, опубликовал его «Письма и литературное наследие» в трех томах. Затем последовали «Письма Фанни Кимбл». Эти письма показали, что Фицджеральд был остроумным, обладающим красочным языком, милым человеком. Будучи одним из самых скромных писателей, Фицджеральд, тем не менее, своей экстраординарной индивидуальностью постепенно оказывал влияние на всю английскую беллетристику, что, в частности, стало очевидным между 1890—1900 годами.
Эмоциональная жизнь Фицджеральда была сложной. Он был очень близок со многими своими друзьями; среди них — Уильям Брауни, которому было шестнадцать лет, когда он познакомился с Фицджеральдом. Преждевременная гибель Брауни из-за несчастного случая с лошадью была большой трагедией для Эдварда. Позже он также сильно сблизился с рыболовом Джозефом Флетчером.
С годами Фицджеральд все больше разочаровывался в христианстве и, в конце концов, вовсе перестал посещать церковь. Это привлекло внимание местного пастора, который решил нанести визит самовольно отлучившемуся Фицджеральду. Рассказывали, что Фицджеральд проинформировал пастора, что его решение отойти от церкви было результатом долгих и тяжелых размышлений. Когда пастор запротестовал, Фицджеральд указал ему на дверь и сказал: «Сэр, Вы должны понимать, что человек в моем возрасте много думает о таких вещах. Я думаю, что могу сказать, что я размышлял о них так же много, как и Вы. Нет необходимости в повторном визите».

## Творчество

### Ранние литературные труды
В 1853 году Фицджеральд выпустил «Шесть драм Кальдерона» в вольном переводе. Теперь он обратился к востоковедению и в 1856 году анонимно опубликовал версию «Саламана и Абсаля» Абдурахмана Джами в стихе Мильтона. В марте 1857 года, в библиотеке Азиатского общества (Калькутта) английский санскритолог Кауэлл обнаружил серию персидских четверостиший Омара Хайяма и выслал их Фицджеральду. Именно в это время в его корреспонденции впервые появляется имя, с которым он будет так тесно ассоциироваться — «Хафиз и Омар Хайям звучат как истинный металл». 15 января 1859 года анонимно была опубликована небольшая брошюра «Рубайат Омара Хайяма». Изначально, ни в мире, ни в кругу друзей Фицджеральда поэма не привлекла никакого внимания. Издатель позволил положить её на полку с четырёхпенсовыми или даже (как он впоследствии хвастался) с однопенсовыми книгами.
Но, в 1869 году её обнаружил Россетти, за ним последовали Суинбёрн и лорд Хьютон. Постепенно «Рубайат» набирал популярность, но лишь в 1868 году Фицджеральд осмелился выпустить второе, существенно переработанное издание. В 1865 году он издал версию «Агамемнона» и две другие пьесы Кальдерона. В 1880—1881 годах он в частном порядке опубликовал переводы двух трагедий Эдипа; его последней публикацией были «Повести» Дж. Крабба в 1882 году. Он оставил в манускрипте версию «Совета птиц» Аттара. Этот последний перевод Фицджеральд назвал «Взгляд с высоты птичьего полета на птичий парламент», сведя персидский оригинал (около 4500 строк) к облегченным 1500 строкам в английском варианте; этот перевод охарактеризовали, как редкий шедевр.
С 1861 года и далее Фицджеральд увлекся морем. В июне 1863 года он купил яхту «Скандал», а в 1867 году стал совладельцем небольшого парусного судна для ловли сельди «Мое и твое» («Meum and Tuum»). Несколько лет, до 1871 года, он проводил лето, «странствуя где-то за пределами Ловестофта». Так, среди книг и цветов, он состарился.
Он умер во сне в 1883 году и был похоронен в Булдже. По его словам, он был «бездельником, чья дружба была больше похожа на любовь». В 1885 году его популярность возросла благодаря посвящению Теннисона на его книге «Тиресий и другие стихотворения» памяти Фицджеральда, в чём-то напоминающих стихотворения «Старого Фитца».

### «Рубайат Омара Хайяма»
Разрозненные рубаи, принадлежащие, очевидно, разным авторам разных времён, но издавна приписываемые учёному Омару Хайяму, Фицджеральд соединил в своего рода поэму, обладающую безупречной формальной и тематической логикой, начинающуюся с рассвета и оканчивающуюся на закате.
Начиная с 1859 года Фицджеральд санкционировал четыре издания и было ещё пятое издание после его смерти перевода «Рубайата Омара Хайяма» (англ. The Rubaiyat of Omar Khayyam; перс.: رباعیات عمر خیام), из которых три (первое, второе и пятое) значительно различаются; второе и третье почти идентичны, как и четвёртое и пятое. Первое и пятое издания переизданы почти в равном количестве и в равной степени часто включаются в антологию.
A Book of Verses underneath the Bough,
A Jug of Wine, a Loaf of Bread—and Thou
Beside me singing in the Wilderness—
Oh, Wilderness were Paradise enow!
Стих XI из пятого издания, приведенный выше, отличается от соответствующего стиха в первом издании, которое имеет следующий вид: «Here with a Loaf of Bread beneath the bough/A Flask of Wine, a Book of Verse—and Thou». Есть и другие расхождения. Стих LXIX более известен в том виде, в котором представлен в первом издании:
'Tis all a Chequer-board of Nights and Days
Where Destiny with Men for Pieces plays:
Hither and thither moves, and mates, and slays,
And one by one back in the Closet lays.
Пятое издание менее формально: «But helpless Pieces of the Game He plays/Upon this Chequer-board of Nights and Days».
Фицджеральдовский перевод «Рубаи» примечателен тем, что в нём часты и повсеместны аллюзии к англоязычной классике (Шекспир, Чосер, «Книга общих молитв»). Осознавая гомоэротический аспект древней поэзии, Фицджеральд ни разу не упоминает в своей книге о женщинах.
В начале XX столетия поэма Фицджеральда обошла по популярности другие произведения викторианской поэзии. Лишь на заре модернизма публика осознала, насколько он расширил рамки дозволенного в английской поэзии. Спад читательского интереса к этому произведению наблюдался во второй половине века.
Один из индикаторов популярности «Рубайат» заключается в том, что из 107 стихов из пятого издания книги «Оксфордский словарь цитат» (2-е изд.) приводит 43 стиха полностью и, дополнительно, много отдельных строк и куплетов. Стих LI, также хорошо известный, гласит:
The Moving Finger writes; and, having writ,
Moves on; nor all your Piety nor Wit
Shall lure it back to cancel half a Line,
Nor all your Tears wash out a Word of it.
Строки и фразы из поэмы использовались в названиях многих литературных произведений, среди которых: «Шахматная доска» Невила Шюта, «Весенние пожары» Джеймса Миченера и «Указующий перст» Агаты Кристи; «О, молодость!» Юджина О’Нила намекает на «Рубаи» без прямого цитирования. Аллюзии часты и в коротких рассказах О. Генри; псевдоним Саки указывает на это. Популярная в 1925 году песня «Чашка кофе, сэндвич и ты» Билли Роуза и Ола Дубина ссылается на первый из процитированных выше стихов.

#### Пародии на «Рубайат»
Юмористы часто использовали переводы Фицджеральда в целях пародии.
- «Рубаи Охоу Дрийям» Дж. Л. Даффа использует оригинал с целью создания сатиры на сухой закон.
- «Рубаи персидского котенка» Оливера Хэрфорда, опубликованная в 1904 году, иллюстрирует историю котенка, пародируя оригинальные стихи.
- Произведение Геллетт Бургесс (1866—1951) «Рубаи Омара Кайенна» было осуждением писательского и издательского бизнеса.
- «Рубаи Омара Хайяма-младшего» Уоллеса Ирвина претендует на то, что является переводом с «манго-борнезского»; книга повествует о приключениях сына Омара Хайяма, Омара-младшего, неупомянутого в оригинале, который эмигрировал из Персии на Борнео.

## Цитаты
- «Если вы сможете мне доказать, что одно чудо свершилось, я буду верить, что это справедливый Бог, который проклял нас из-за того, что женщина съела яблоко».
- «Наука открывает эпопею, гораздо более великую, чем „Илиада“. Сегодняшний день изобилует новыми открытиями в фактах, которые значительнее с точки зрения души и будущего человечества, чем изыскания и труды схоластиков. Несколько костных останков в глине и известняке открыли бо́льшую перспективу для изучения прошлого, чем позволило индийское воображение для своих богов. Это видение времени не только лишило поэтов надежды на бессмертие, оно само по себе более прекрасно, чем все представления Данте и Милтона».
- «От добра — даже „большого добра“ — добра не ищут: это то, что я усвоил к старости».
- «Я полностью за короткую и веселую жизнь». (Эпитафия).